# Висловка (Самарская область)
Висловка (ранее Вислая Дубрава) — деревня в Красноярском районе Самарской области в составе сельского поселения Светлое Поле. 

## География
Находится на краю поймы реки Сок (правый берег) на расстоянии примерно 8 километров по прямой на юго-запад от районного центра села Красный Яр.

## Население
Постоянное население составляло 79 человек (русские 96%) в 2002 году, 73 в 2010 году. 